# トリビアファクトリー
トリビアファクトリーは、東京都中野区にあるアフレコスタジオ。声優マネージメント・音響制作・アフレコワークショップを開催し、レッスンは原則として事務所在籍者対象ではあるが一般向けにも門戸を開いている。
- 月ごとにアニメ／外画を題材にした収録実習型ワークショップ
- ボイスカウンセリング、マイクワーク、台本読解、演技指導、タイムチェック、本番収録などのプログラムを実施
- 音響監督が講師を務め、プロを目指す受講生を指導

などを主な活動内容とする。
アクセスは次の通り:  
- 中野駅（JR中央線）徒歩15分
- 沼袋駅（西武新宿線）徒歩10分